# Asa N.º 71 da RAAF
A Asa N.º 71 foi uma asa da Real Força Aérea Australiana durante a Segunda Guerra Mundial. Foi formada em Fevereiro de 1943 em Milne Bay, na Papua-Nova Guiné, como parte do Grupo Operacional N.º 9. Inicialmente a asa era composta por dois esquadrões equipados com aviões P-40 Kittyhawk, um com Lockheed Hudson, e um com Bristol Beaufort. A aeronave principal da asa rapidamente tornou-se o Beaufort, que acabou por equipar os cinco esquadrões da asa. A Asa N.º 71 participou na campanha da Nova Guiné como parte do Grupo N.º 9, antes de ser transferida para o Grupo Operacional N.º 10 para a campanha da Nova Guiné ocidental, durante 1944. Posteriormente, regressou ao controlo do Comando do Norte (anteriormente Grupo N.º 9) para prestar apoio às forças terrestres da Austrália na campanha de Aitape-Wewak, e realizou a sua última missão de combate apenas horas antes de o Japão se render em Agosto de 1945. A Asa N.º 71 permaneceu na Nova Guiné depois do cessar das hostilidades, e foi dissolvida em Janeiro de 1946.

## História

### Campanha da Nova Guiné

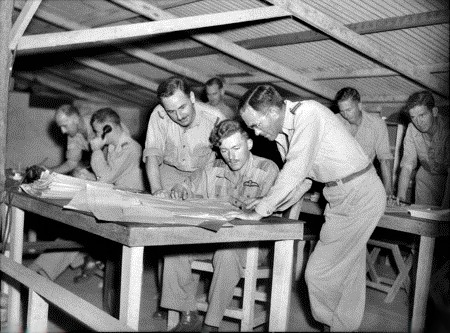
Sala de Operações do Sector de Combate Aéreo da Asa N.º 71 na Ilha Goodenough, Outubro de 1943

A Asa N.º 71 foi formada no dia 26 de Fevereiro de 1943 para controlar quatro esquadrões de voo colocados em Milne Bay, na Papua-Nova Guiné: o Esquadrão N.º 6, que operava bombardeiros Lockheed Hudson, o Esquadrão N.º 75, que operava caças P-40 Kittyhawk, o Esquadrão N.º 77, que também operava caças P-40 e o Esquadrão N.º 100, que operava bombardeiros torpedeiros Bristol Beaufort. O seu comandante inaugural foi o Comandante de asa (mais tarde Capitão de Grupo) Ian McLachlan. A asa ficou subordinada ao Grupo Operacional N.º 9, descrito pelo historiador Alan Stephens como "a principal unidade de combate" da Área do Sudoeste do Pacífico, cujo propósito era o de actuar como uma força de combate, ataque e apoio pelo avanço das tropas aliadas. Em Março os Beaufort participaram na Batalha do Mar de Bismarck, um combate aéreo decisivo de acordo com o General Douglas MacArthur, apesar de os Beaufort não terem conseguido afundar nenhuma embarcação japonesa.
McLachlan deixou o comando em Junho de 1943 para ir para a equipa de comando do quartel-general do Grupo N.º 9; o quartel-general da Asa N.º 71 foi transferido para a Ilha Goodenough nesse mesmo mês. Entre Julho de Outubro os seus esquadrões realizaram operações contra bases japonesas, embarcações e linhas de comunicação ao longo da costa da Nova Bretanha. Em Agosto foi dada à asa a responsabilidade pela ilha, à qual se juntou no mês seguinte o Esquadrão N.º 8, que operava aviões Beaufort. O Esquadrão N.º 6 tinha, entretanto, passado a operar aviões Beaufort também, e continuou em Milne Bay juntamente com o Esquadrão N.º 100 até ambos serem transferidos para Goodenough em Novembro. Entre Outubro de 1943 e Fevereiro de 1944 os três esquadrões de Beaufort participaram na Batalha de Rabaul, bombardeando aeródromos, infraestruturas e embarcações inimigas; no mês seguinte, os japoneses retiraram as suas aeronaves de Rabaul. O Comandante de asa (mais tarde Capitão de Grupo) Blake Pelly assumiu o comando da asa de Outubro de 1943 até Maio de 1944, tirando um breve período entre Janeiro e Fevereiro de 1944 no qual o Comandante de Asa Colin Hannah, anteriormente responsável pelo Esquadrão N.º 6, assumiu temporariamente o comando.

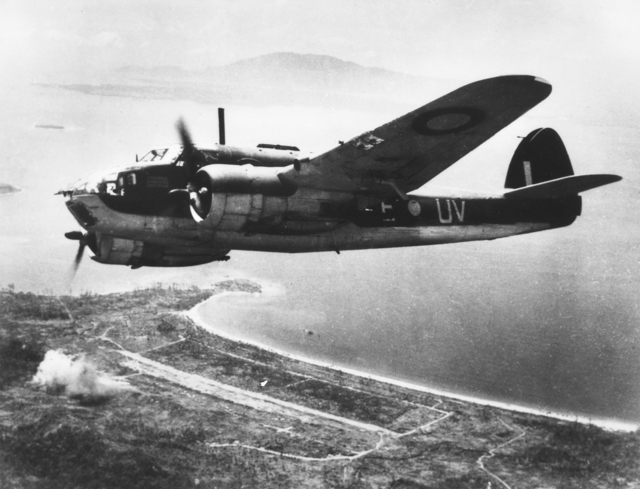
Um Beaufort do Esquadrão N.º 8 a voar na Nova Guiné, 1944

No início de 1944, o Grupo N.º 9 tornou-se numa formação estática na área da Nova Guiné, e assim foi re-baptizado como "Comando do Norte" em Abril, para melhor reflectir o seu papel no conflito. No mês seguinte a Asa N.º 71, agora liderada pelo Comandante de asa Ralph Moran, avançou para Nadzab, onde ficou sob o comando do Grupo N.º 10 (mais tarde conhecido como a Primeira Força Aérea Táctica Australiana). Lá, o Esquadrão N.º 8 e o Esquadrão N.º 100 realizaram ataques às posições japonesas em Wewak, tendo cada um dos esquadrões realizado cerca de 140 ataques durante o mês.
Em Junho, a asa avançou para Aitape, onde as duas unidades de Beaufort foram reforçadas com a chegada do Esquadrão N.º 30 que operava aviões Bristol Beaufighter, e também pela chegada do Esquadrão N.º 110 das Forças Aéreas do Exército dos Estados Unidos, que operava aviões P-39 Airacobra. Estes quatro esquadrões realizaram cerca de 1510 ataques durante a Batalha de Aitape em Julho, lançando 670 toneladas de bombas. No dia 7 de Agosto o Esquadrão N.º 8 realizou 64 missões, um recorde para uma unidade de aviões Beaufort. O general norte-americano Charles P. Hall louvou a asa pela contribuição desta "em grande medida ... para o sucesso da operação por, de modo contínuo, interromper as linhas de comunicação do inimigo e bombardear as concentrações de forças inimigas e os seus suprimentos." O Comodoro John Collins, que durante a batalha liderou uma força da Real Marinha Australiana que incluía os cruzadores HMAS Australia e HMAS Shropshire, também louvou a asa: "A precisão dos bombardeamentos foi assegurada pela excelente mestria aérea. Os Beaufort da Asa N.º 71 da RAAF foi responsável por esta acção, pelo que merece muito mérito pela força eficiente em que levou a cabo as suas operações, particularmente pelo facto de muitos tripulantes aéreos não estarem treinados e pelo Beaufort não ser o avião mais apropriado para realizar tarefas de bombardeamento."

### Campanha em Aitape–Wewak

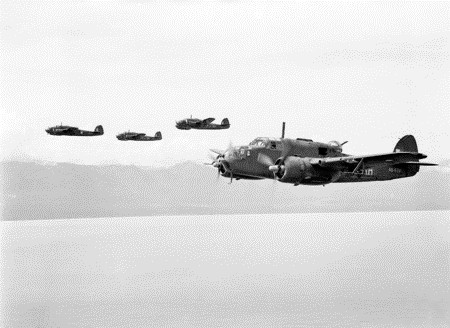
Aviões Beaufort do Esquadrão N.º 100 perto de Wewak, Janeiro de 1945

Depois de uma decisão em Setembro de 1944, que determinou que a Asa N.º 71 não avançaria para Morotai juntamente com o Grupo N.º 10, mas em vez disso prestaria apoio à 6.ª Divisão Australiana na campanha militar em Aitape-Wewak, a asa voltou a ficar subordinada ao Comando do Norte. Neste mesmo mês, o primeiro Beaufort do Esquadrão N.º 7 chegou a Aitape para combater com o Esquadrão N.º 8 e o Esquadrão N.º 100; em Novembro a asa foi novamente reforçada, desta vez com um destacamento de aviões CAC Boomerang do Esquadrão N.º 4. As unidades de Beaufort voaram cerca de 500 missões por mês entre Novembro de 1944 e Janeiro de 1945, e após este período tiveram que reduzir o número de missões devido à escassez de tripulantes, material e combustível. Durante um período de três dias em Março, dois aviões Beaufort explodiram em pleno voo quando lançavam as suas bombas; as aeronaves foram retiradas de serviço durante um período de dez dias para se detectar qual era o problema, tendo-se chegado à conclusão que a origem do problema residia numa bomba de 45 quilos defeituosa.
Em Abril de 1945 Cooper entrou o comando da asa ao Capitão de Grupo Val Hancock, que havia comandado o Esquadrão N.º 100. Para maximizar o apoio às tropas terrestres australianas no último ataque a Wewak, os três esquadrões de Beaufort foram reforçados com a presença de mais dois esquadrões, o Esquadrão N.º 6 e o Esquadrão N.º 15. Aproximadamente sessenta aviões Beaufort e Boomerang atacaram as posições japonesas atrás da Baía de Dove antes do desembarque anfíbio no dia 11 de Maio. Ao longo de todo o mês a asa lançou mais de 1200 toneladas de bombas e voou mais de 1400 missões. A meio do ano, a asa sofreu mais uma crise de falta de material e combustível, uma crise tão forte que levou os esquadrões a armar os seus Beaufort com bombas capturadas aos japoneses. No dia 9 de Julho chegaram suprimentos suficientes para fazer com que a asa continuasse a operar normalmente. A Asa N.º 71 esteve activa e operacional até ao último dia da Guerra do Pacífico, realizando a sua última missão de combate com trinta aviões Beaufort horas antes de chegar a notícia de que os aliados haviam sido vitoriosos no dia 15 de Agosto de 1945. Depois disto os esquadrões lançaram panfletos sob pequenos focos onde tropas japonesas ainda resistiam, levando a notícia até eles de que a sua pátria se havia rendido. A última entrada no livro de operações da Asa N.º 71 foi no dia 21 de Janeiro de 1946, em Tadji, Nova Guiné. Seis dias mais tarde, a asa foi dissolvida.

## Comandantes
A Asa N.º 71 foi comandada pelos seguintes oficiais:
| Início de comando | Nome                                    |
| ----------------- | --------------------------------------- |
| Fevereiro de 1943 | Capitão de grupo I. D, McLachlan        |
| Junho de 1943     | Capitão de grupo D. C. Candy            |
| Outubro de 1943   | Comandante de asa B. R. Pelly           |
| Janeiro de 1944   | Comandante de asa C. T. Hannah (temp.)  |
| Fevereiro de 1944 | Capitão de grupo B. R. Pelly            |
| Maio de 1944      | Comandante de asa R. H. Moran           |
| Outubro de 1944   | Comandante de asa E. W. Cooper          |
| Abril de 1945     | Capitão de grupo V. E. Hancock          |
| Setembro de 1945  | Capitão de grupo T. Primrose            |
| Outubro de 1945   | Comandante de asa L. R. Trewren (temp.) |